# Coda (album)
Coda je deváté a poslední studiové album anglické hard rockové skupiny Led Zeppelin vydané v roce 1982.

## Seznam skladeb
| Pořadí | Název                 | Autor                                     | Délka |
| ------ | --------------------- | ----------------------------------------- | ----- |
| 1.     | We’re Gonna Groove    | James Albert Bethea, Ben E. King          | 2:40  |
| 2.     | Poor Tom              | Jimmy Page, Robert Plant                  | 3:01  |
| 3.     | I Can’t Quit You Baby | Willie Dixon                              | 4:17  |
| 4.     | Walter’s Walk         | Page, Plant                               | 4:31  |
| 5.     | Ozone Baby            | Page, Plant                               | 3:35  |
| 6.     | Darlene               | John Bonham, John Paul Jones, Page, Plant | 5:06  |
| 7.     | Bonzo’s Montreux      | Bonham                                    | 4:17  |
| 8.     | Wearing and Tearing   | Page, Plant                               | 5:31  |

V re-edici, která vyšla v roce 1993 na CD byly přidány následující bonusy:
| Pořadí         | Název                            | Autor                       | Délka |
| -------------- | -------------------------------- | --------------------------- | ----- |
| 9.             | Baby Come on Home                | Bert Berns, Page, Plant     | 4:30  |
| 10.            | Traveling Riverside Blues        | Robert Johnson, Page, Plant | 5:11  |
| 11.            | White Summer/Black Mountain Side | Page                        | 8:01  |
| 12.            | Hey Hey What Can I Do            | Bonham, Jones, Page, Plant  | 3:55  |
| Celková délka: | Celková délka:                   | Celková délka:              | 33:04 |